# Lilian García
Lilian Annette García (Madrid, España , 19 de agosto de 1966) es una anunciadora del ring y cantante estadounidense. Actualmente trabaja para la empresa WWE, donde es anunciadora de la marca SmackDown. También se desempeña como anunciadora de Professional Fighters League (PFL), una empresa de artes marciales mixtas.

## Primeros años
García nació el 19 de agosto de 1966 en la Zona del Canal de Panamá. Residió en Madrid, España durante ocho años, antes de ser llevada a Estados Unidos a los ocho años, debido a que su padre tuvo que mudarse a dicho país por su trabajo como Diplomático embajador.
Cuando García volvió a los Estados Unidos, se graduó de la secundaria en Irmo High, localizada en Columbia, South Carolina. Posteriormente, se recibió con honores cum laude de la Universidad de California.
García fue una de las finalistas en el concurso de las «Miss South Carolina». García ganó algo de popularidad en un show mañanero de la radio llamado WYYS, «YES 97» en Columbia con Chuck Finley en los años 90. Se desempeñó como VJ en Atlanta, Georgia para WTLK-TV.

## Carrera como cantante
García empezó a cantar a una edad muy temprana, junto con su hermana, y ella ya mostraba interés por ser cantante desde los cinco años. García sirvió para un karaoke en un club llamado «Nitelites Nightclub» en el Embassy Suites Hotel, ubicado en Columbia, Carolina del Sur, y después en el «West Columbia Ramada». En 1990, apareció como cantante en la película Modern Love. Frecuentemente cantaba el himno nacional de los Estados Unidos en la liga nacional de baloncesto, la NBA y también cantó en los Juegos Olímpicos de Atlanta 1996.
García sacó su primer disco, Shout, en 2002. En noviembre de ese mismo año, participó con su compañera en WWE, Torrie Wilson, para interpretar su canción «Need a little time», para el álbum WWE Anthology. Coescribió la canción «You Just Don't Know Me At All», incluida en el álbum WWE Originals, lanzado en enero de 2004.  
García empezó a trabajar en otro álbum con los productores George Noriega y Tim Mitchell en 2005. En junio de 2006, grabó un dueto con el cantante Jon Secada para su álbum debut, ¡Quiero vivir!.

## Carrera como anunciadora

### World Wrestling Federation/Entertainment (1999-2010)

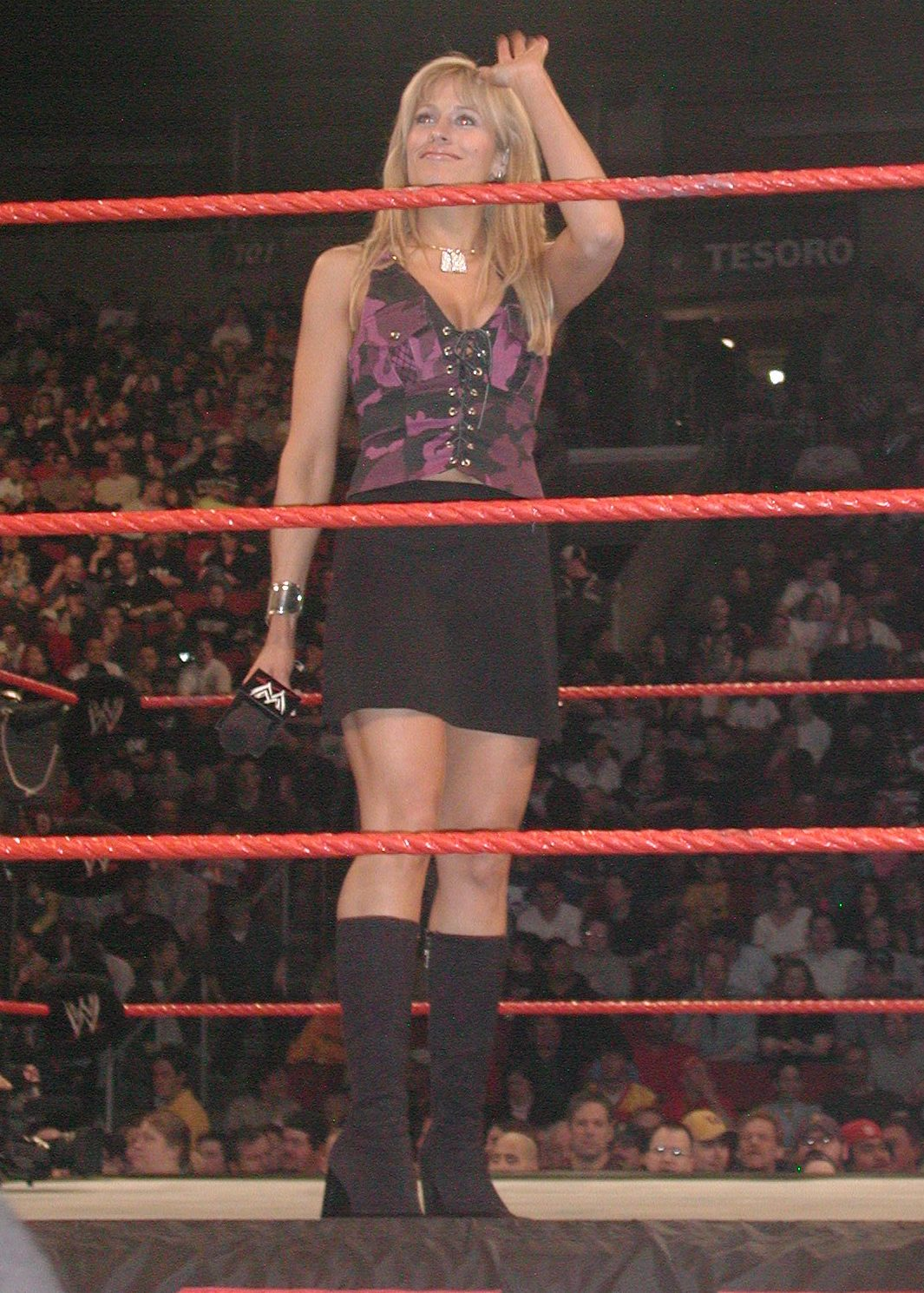
Fotografiada en 2003.

García se convirtió en anunciadora del ring de luchadores de WWF en 1999. Hizo su debut el mismo año en el episodio del 23 de agosto de Raw is War.

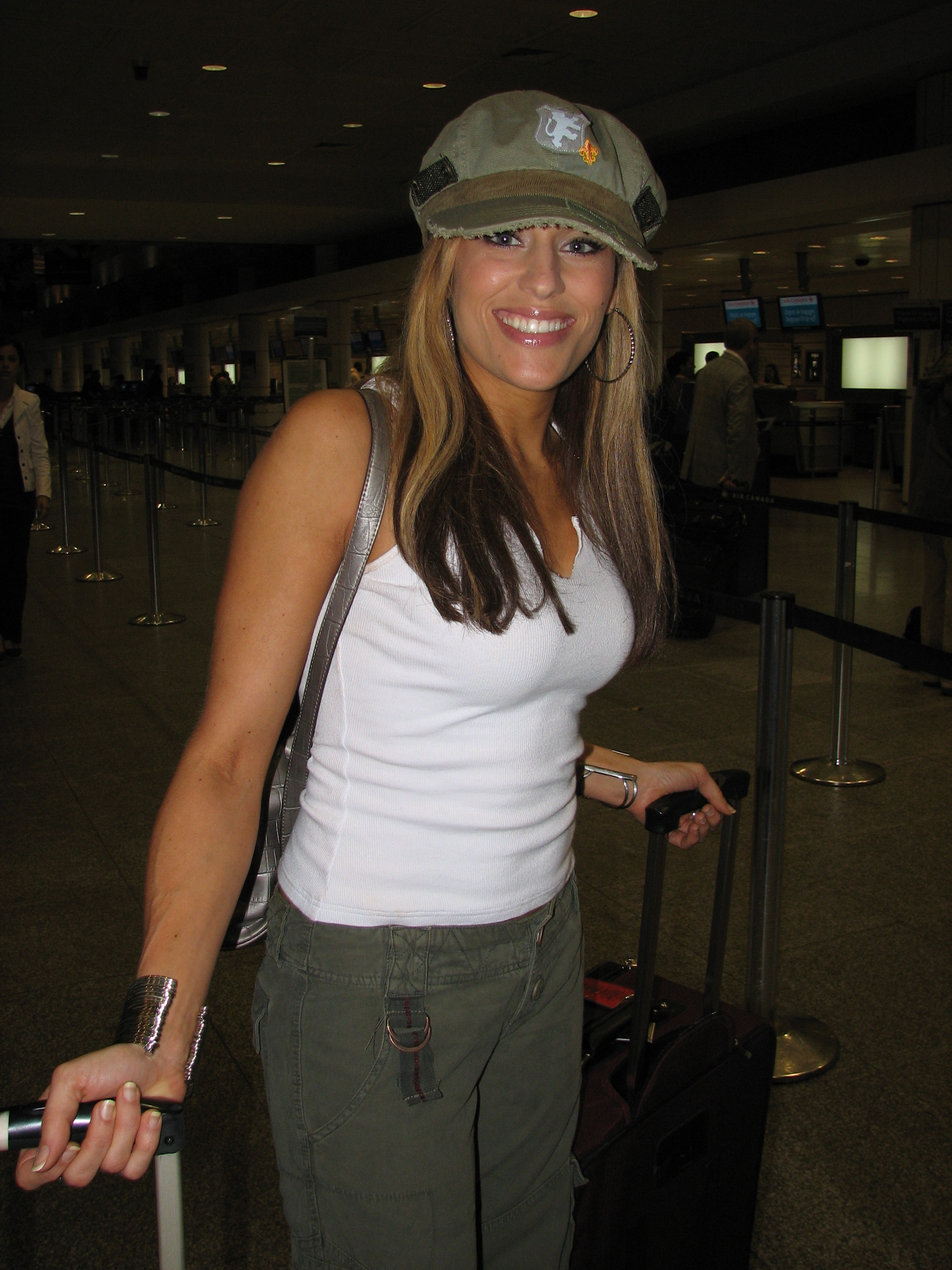
Retratada en 2006.

En junio de 2005, García empezó un romance con el luchador Viscera (kayfabe). El luchador le propuso a García casarse con él y en el PPV Vengeance 2005 tuvo lugar un falsa ceremonia que acabó en desastre. En 2005, se lanzó ¡Viva las Divas!, un DVD en el que participó junto a otras de sus compañeras en WWE. En junio de 2006, durante un episodio de Raw, sufrió una lesión legitima luego de haber sido accidentalmente derribada de la esquina del ring por Charlie Haas. Dicho incidente se utilizó como historia, por lo que una semana después, Viscera comentó que el ataque había sido «intencionado», lo que provocó una pelea entre él y Haas. García publicó otra canción en el 2006 llamada WWE Divas Do San Antonio, para promocionar la Royal Rumble 2008 que se celebraría en San Antonio, Texas. En el 6 de agosto del 2007, anunció su disco ¡Quiero Vivir!, cantando esta canción en el mismo programa de Raw de ese día. A finales de 2008, anunció en una entrevista que se encontraba en producción de su segundo disco, esta vez en inglés. El 21 de septiembre de 2009, a través de su página oficial, anunció su salida de WWE para casarse y centrarse en su carrera musical. El mismo día, hizo su última aparición en Raw.
El 19 de abril de 2010, hizo una aparición especial anunciando las luchas de Raw una semana antes del Draft 2010, debido a que el entonces anunciador de Raw se hallaba varado junto a casi todos los miembros de Raw en Europa. El 2 de mayo, reapareció en Raw cantando el Himno Nacional de los Estados Unidos.

### Regreso a WWE (2011-2019)
El 5 de diciembre de 2011 se anunció que volvía a la WWE como anunciadora de SmackDown, por tiempo completo.

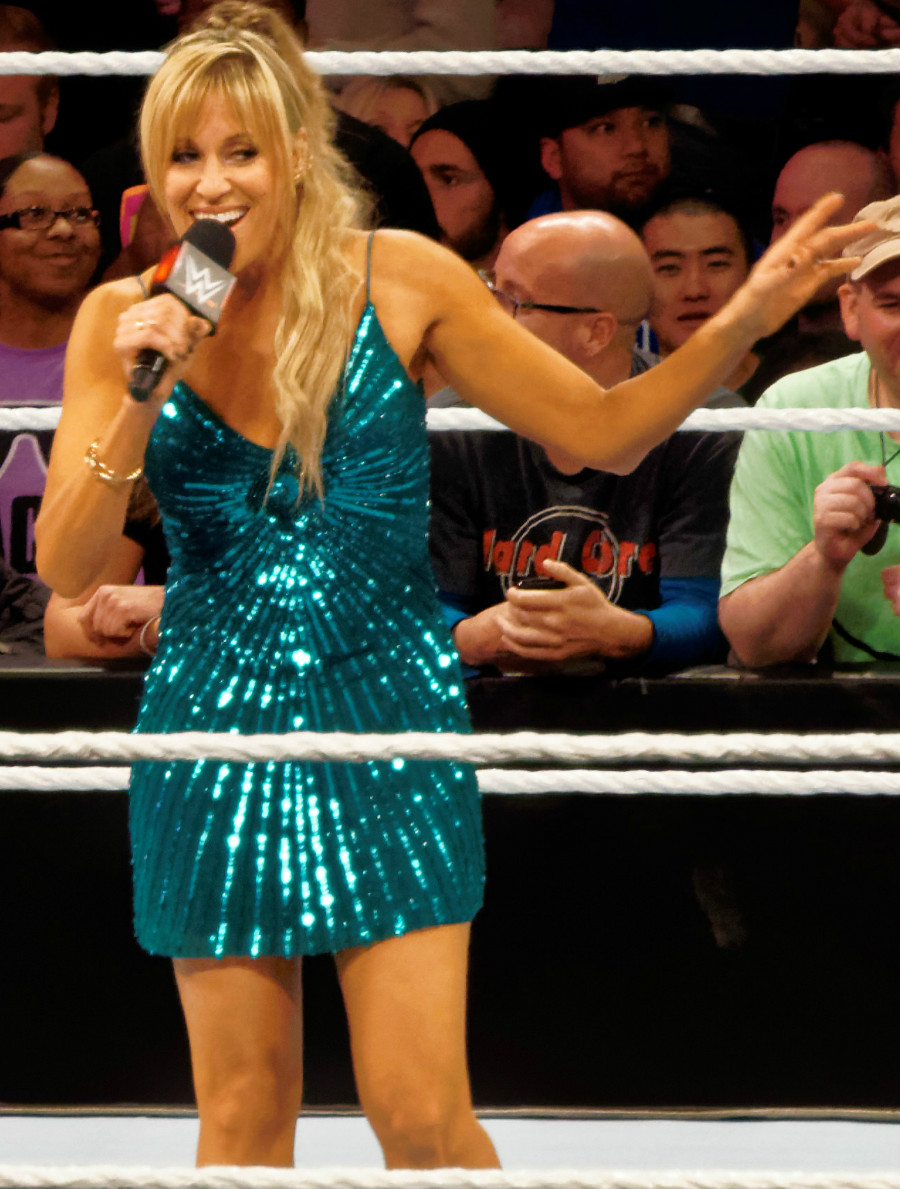
Retratada durante un episodio de Raw, en 2015.

El 6 de junio de 2014, en SmackDown estuvo envuelta en una confrontación con Alicia Fox después de que esta perdiera ante Natalya. Tras el despido de Justin Roberts fue anunciadora de Raw desde el 20 de octubre.
El 1 de agosto de 2016, anunció su salida de la empresa, por problemas relacionados con la salud de su padre aunque WWE nunca la retiró de sus planes futuros. Casualmente, Lilian regresó a WWE por una noche en Tribute to the Troops interpretando el Himno Nacional. También estuvo anunciando las finales del Mae Young Classic el 12 de septiembre de 2017. 
El 22 de enero de 2018, apareció en el 25 Aniversario de Raw en un segmento junto a The Bella Twins, Maryse, Trish Stratus, Kelly Kelly, Torrie Wilson, Jacqueline, Michelle McCool, Terri Runnels y Maria Kanellis. En WrestleMania 34 estuvo anunciando el primer WrestleMania Women's Battle Royal. El 28 de octubre del mismo año estuvo presente en el primer PPV exclusivo de mujeres Evolution, como anunciadora. El 22 de julio de 2019 apareció en Raw durante el especial Raw Reunion, celebrando al final del programa.

### Professional Fighters League (2019-presente)
A finales de mayo de 2019, Lilian García anunció en su podcast Chasing Glory que se había unido a la organización de artes marciales mixtas, Professional Fighters League (PFL), como anunciadora.

### Segundo regreso a WWE (2024-presente)
El 13 de mayo de 2024, hizo un breve regreso a Raw, donde la anunciadora Samantha Irvin, le pidió que presentara un combate del torneo de cuartos de final del King of the Ring entre Gunther y Kofi Kingston. Después de ocho años, García regresó como anunciadora del ring a tiempo completo en el episodio del 21 de octubre de Raw, luego de la repentina renuncia de Samantha Irvin, quien había anunciado su salida de WWE ese mismo día.
El 2 de enero de 2025, García fue trasladada a la marca SmackDown, cambiando posiciones anunciantes con Alicia Taylor, que fue enviada a Raw en su lugar.

## Vida personal
Anteriormente estuvo casada durante trece años, pero se divorció. El 28 de septiembre de 2009, se casó en una segunda ocasión con Christopher Jozeph, de quien se divorció el 11 de abril de 2022.
El 26 de octubre de 2012, García fue atropellada por un automóvil en Los Ángeles, causándole múltiples contusiones y laceraciones en el lado izquierdo de su cuerpo. Los médicos inmovilizaron el cuello de García, tras lo cual se dijo que se encontraba en condición estable. Fue dada de alta del hospital dos días después.